# 秋田椿台エフエム放送
秋田椿台エフエム放送株式会社（あきたつばきだいエフエムほうそう）は秋田県秋田市（旧河辺郡雄和町及び旧同郡河辺町）の一部地域を放送区域として超短波放送（FM放送）を営む特定地上基幹放送事業者である。エフエム椿台の愛称でコミュニティ放送を行っている。

## 概要
2001年、秋田県3番目のコミュニティ放送局として旧雄和町に開局。本社・スタジオは国際教養大学に隣接し、秋田空港からも近い。
スローガンは「聴くラジオから出るラジオへ」。
自社制作の番組内やCMで秋田弁が多く使われ、歌謡曲と演歌が多く選曲されているのが特徴。
東北コミュニティ放送協議会、秋田県コミュニティ放送連絡協議会に加盟している。
秋田市にはコミュニティ放送局が2局ある。
同一市区町村内に2局所在する例は全国に何例かあるが、当局の場合開局時は河辺郡雄和町に所在しており、その後秋田市に編入合併されたため、結果的に2局所在することとなった。

## 沿革
- 2001年（平成13年）

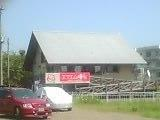
旧社屋

  - 7月13日に放送局（現・特定地上基幹放送局）の予備免許取得。
  - 8月 秋田県河辺郡雄和町椿川字奥椿岱193-10に本社及びスタジオを設置。試験放送開始。
  - 8月20日 放送局の本免許取得。同時に、秋田椿台エフエム放送会社設立[1]
  - 10月8日 開局[1]。本放送開始。
- 2005年（平成17年）1月11日　雄和町が秋田市に編入合併され、住所が秋田県秋田市雄和椿川字奥椿岱193-10になった。
- 2006年（平成18年）8月　本社及びスタジオを現在地に移転。
- 2015年（平成27年）7月1日　タイムテーブルなどを掲載したフリーペーパー「つばき」創刊
- 2018年（平成30年）　秋田県コミュニティ放送連絡協議会設立に伴い加盟

### エピソード
開局当初に本社屋として用いていた建物は秋田市（旧雄和町）の所有であったため、隣の国際教養大の寮舎拡大により移転を余儀なくされた。
そのため、2006年8月に近隣の「秋田市雄和休憩サービス施設」内に移転した。
以前の本社屋はログハウスで「つばき茶屋」が併設されていた。
試験放送時は秋田でワールドゲームズ2001が開催されていた時期ともあって、17:00から5分間、試合結果や県内で開催予定の情報などを流していた。開局当初は送信所の不具合が多く、放送休止することもたびたびあった。

## 主な番組
- 元気DAYつばきDAY（月曜 9:00 - 10:00、火曜 - 金曜 7:30 - 8:45）
- 高橋大和の真昼の夢トーク（第1・3・5週月曜 12:30 - 13:00、再放送　第2・4・翌月第1週日曜 12:30 - 13:00）
- 午後は楽しいスタジオ　午後スタ（月曜 - 金曜 13:00 - 15:00）
  - たまぐら講座（月曜 14:00 - 14:30）
  - 和ラジ（第1火曜 13:00 - 13:30、再放送　翌土曜 11:00  - 11:30）
  - 笑う門には福来たる（第1・2水曜 14:00 - 14:15）
  - 鏡元もとじのときめき夢ラジオ（木曜 14:00 - 14:15）
  - あずさ愛のやすらぎの歌をあなたに（木曜 14:30 - 14:45）
  - あゆかわのぼるの辛口トーク（金曜 13:00 - 14:00、再放送 日曜 11:00 - 12:00）
  - 田中恵のハッピーグリーンミュージック（金曜 14:00 - 14:45）
- ばんげだい椿台（月曜 18:00 -  19:00、再放送 水曜 23:00 - 24:00、土曜 16:00 - 17:00）
- あべ十全の花咲じいさん（木曜 11:00 - 12:00）
- かはんのこまちタンゴ（第1木曜　12:00 - 13:00、再放送 21:00 - 22:00）
- 秋田・能代 音楽の見える風景（金曜 11:00 - 12:00）
- ちょんまげおじさんの言いたい放題（金曜 17:30 - 18:00）
- 自衛隊インフォメーション（金曜 20:00 - 20:05）
- 弱々の大人の時間（日曜 22:00 - 22:15）

自社制作番組以外にはミュージックバードの番組を放送。同じ秋田市内にある秋田コミュニティー放送でも2024年9月までミュージックバードのコミュニティ放送局向け番組を放送していたが、エフエム椿台ではKAYO&ENKAチャンネルの番組も多く編成している。
祝日やお盆期間、年末年始などはエフエム椿台からの生放送番組が休止になる。
公式サイト、フリーペーパー「つばき」及び秋田魁新報に掲載されている番組表には深夜0時から翌朝6時までの番組記載は無いが、ミュージックバードのKAYO-ENKAチャンネルなどがオンエアされており終夜放送を行っている。

## 過去に放送していた主な番組
- ラジオ・ニュータウン椿台、電波分譲中!（月曜 - 金曜 9:00 - 12:00に放送されていた）
- トゥデイズ・ミュージック・ランチ（月曜 - 金曜 12:00 - 13:00に放送されていた）
- ユー・ガッタ・演歌（月曜 - 金曜 16:00 - 18:00に放送されていた）
- 遊学舎ふれあい情報（木曜 11:30 - 12:00に放送されていた）
- 水曜日の午後はいかがですか?（2013年5月頃まで水曜 13:00 - 14:00に放送されていた）